# Gornji Grad
Gornji Grad – miasto w Słowenii, siedziba gminy Gornji Grad. W 2018 roku liczba ludności miasta wynosiła 1017 mieszkańców.